# Vavřinec Hradilek
Vavřinec Hradilek (ur. 10 marca 1987 w Pradze) – czeski kajakarz górski, srebrny medalista igrzysk olimpijskich, czterokrotny mistrz świata, trzykrotny mistrz Europy.

## Igrzyska olimpijskie
Na igrzyskach zadebiutował w 2008 roku w Pekinie. W zawodach kajakowych zdołał awansować do półfinału, lecz tam zajął 11. miejsce, co uniemożliwiło występ w decydującym przepłynięciu. Cztery lata później w Londynie w tej samej konkurencji zdobył srebrny medal, przegrywając jedynie z Włochem Daniele Molmentim. Wystąpił również w rywalizacji dwójek kanadyjkowych, zajmując dziewiąte miejsce w półfinale, co nie dało awansu do finału.